# 前田房長
前田 房長（まえだ ふさなが、宝永7年（1710年） - 安永10年2月26日（1781年3月20日））は、江戸時代の高家旗本。藤原北家閑院流高家前田家第2代当主。旗本寄合松平康郷（松井松平氏）の三男。幼名は長九郎。通称は式部。官位は従四位上・侍従・出羽守。後に長覚と号す。
父方の曽祖父は和泉岸和田藩主松平康重、祖父は旗本松平康敬（康重の五男）。実兄に石見浜田藩主松平康豊（康郷の長男）らがいる。
享保19年（1734年）、高家肝煎役前田玄長の養子となる。享保20年（1735年）5月15日将軍徳川吉宗に御目見し、それに伴い表高家に列した。寛延3年12月14日（1751年）、部屋住みより新規に召し出され、高家役見習となった。同年12月18日、従五位下・侍従・出羽守に叙任。宝暦2年（1752年）7月3日、養父の死去により家督を相続する。宝暦10年（1760年）に従四位下に昇進。明和4年（1767年）閏9月26日、高家肝煎役となる。明和8年（1771年）、従四位上に昇進する。安永元年（1773年）正月2日、京都へ年始御使。安永2年（1774年）4月8日、隠居して長男清長に家督を譲る。安永10年（1781年）2月26日死去、72歳（内実は82歳）。墓所は市ヶ谷自證院。法号は了達院前拾遺慧萼即性大居士。
正妻は大田原扶清の女。後妻は青木直宥の女・紋（もん）。長男隠岐守清長、四男松平康定（浜田藩主松平康福の養子）ら4男2女あり。